# Herb Wolnego Miasta Krakowa

Herb Rzeczypospolitej Krakowskiej

Herb Rzeczypospolitej Krakowskiej – herb Rzeczypospolitej Krakowskiej, zadekretowany uchwałą Komisji Organizacyjnej Wolnego Miasta Krakowa 16 listopada 1816 roku.
Herb  przedstawia w polu błękitnym czerwone mury miejskie z otwartymi złotymi wrotami bramy. W bramie pod podniesioną broną znajduje się biały koronowany polski orzeł.